# Liste d'exsurgences en France
 (février 2012).
Si vous disposez d'ouvrages ou d'articles de référence ou si vous connaissez des sites web de qualité traitant du thème abordé ici, merci de compléter l'article en donnant les références utiles à sa vérifiabilité et en les liant à la section « Notes et références ».
Ci-dessous, une liste non exhaustive d'exsurgences en France.

## Liste

### Ain
- Le Groin à Vieu (longueur du gouffre ennoyé : 3 437 m[1]), résurgence intermittente pouvant atteindre 5 m3/s[2].

### Alpes-de-Haute-Provence
- Source du Coulomp en relation avec la grotte des Chamois
- Font Gaillarde
- Grotte-émergence de Saint-Maurin

### Ardèche
- Source Deloly, exsurgence de la grotte de Saint-Marcel d'Ardèche.

### Ariège
- Fontestorbes, fontaine intermittente et affluent de l'Hers-Vif
- Grotte de la Cigalère

### Ardennes
- Fosse Bleue (ou fosse à Vaux), à Signy-l'abbaye[3]

### Aube
- Fosse Cormont, à Soulaines-Dhuys[4]
- Dhuys de Soulaisnes, à Soulaines-Dhuys[5]

### Aude
- Source de la Blau sur le plateau de Sault (exsurgence de l'Aigo Neîch à Puivert)

### Aveyron
- Source de la Sorgues sur le causse du Larzac
- Cascade de Salles-la-Source, exsurgence des eaux du Tindoul de la Vayssière

### Bouches-du-Rhône
- Exsurgence de Port-Miou débouchant dans la calanque éponyme
- Source de l'Infernet, donnant naissance à la Cadière

### Calvados
- Source de l'Orbiquet

### Charente
- Sources de la Touvre près d'Angoulême (deuxième exsurgence de France après la fontaine de Vaucluse[6]).

### Charente-Maritime
- Fontaines bleues du Château de Beaulon en Charente-Maritime

### Côte d'Or
- Source de la Coquille sur le plateau de Langres-Châtillonnais
- Résurgence de la Laigne sur le plateau de Langres-Châtillonnais
- Douix de Châtillon-sur-Seine alimentant la Seine
- Source de la Bèze sur le plateau de Langres sur le périmètre de la commune éponyme

### Dordogne
- Doux de Coly

### Doubs
- Source de la Loue, résurgence partielle et affluent du Doubs
- Source du Verneau, affluent du Lison, à Nans-sous-Sainte-Anne dans le Doubs
- Source du Lison dans le Doubs
- Creux de Malfosse à Badevel (Doubs), exsurgence intermittente du massif du Jura

### Drôme
- Résurgence intermittente de la Vernaison dans la grotte de la Luire (massif du Vercors) près de Saint-Agnan-en-Vercors
- Grotte de Thaïs

### Gard
- Foux de la Vis entre le causse du Larzac et le causse de Blandas
- Fontaine d'Eure ayant alimenté l'aqueduc du Pont du Gard
- Source Nemausa du « Sanctuaire de la Fontaine » dans les jardins de la Fontaine à Nîmes
- Résurgence du Bonheur dans l'abîme de Bramabiau sur la commune de Saint-Sauveur-Camprieu

### Haute-Garonne
- Goueil di Her, exsurgence du réseau Félix Trombe - Henne Morte

### Hérault
- Résurgence de la Cesse à Minerve dans le Minervois
- Exsurgence de la Clamouse à Saint-Jean-de-Fos dans les gorges de l'Hérault
- Source du Lamalou
- Source du Lirou (affluent du Lez)

### Isère
- Cuves de Sassenage
- Goule Blanche dans les gorges de la Bourne, sortie des eaux de la Grande Moucherolle, des Rochers de la Balme, du réseau du Clot d'Aspres, du scialet de la Combe de Fer et de l'Antre des Damnés.
- Goule Noire, exsurgence du synclinal d'Autrans-Méaudre, du Trou Qui Souffle et de Gampaloup.
- Exsurgence de la Serpentine des grottes de Choranche et de celle de Gournier, formant une cascade dans les gorges de la Bourne (massif du Vercors)
- Grotte de Bournillon
- Source du Guiers Mort
- Grottes de la Balme
- Gillardes, exsurgences des eaux du massif du Dévoluy, se jetant dans la Souloise

### Jura
- Sources de la Cuisance dans la reculée d'Arbois (dont grotte des Planches pour la grande Cuisance)
- Source du Dard dans la reculée de Baume-les-Messieurs
- Source de l'Ain et pertes de l'Ain[7]
- Source du Valouson (exsurgence de la Tonaille)

### Loiret
- Source du Loiret, résurgence partielle et affluent de la Loire dans le quartier orléanais d'Orléans-la-Source
- Exsurgence de la nappe de Beauce formant la Conie à la hauteur de Villeneuve-sur-Conie

### Lot
- Source Bleue de Touzac dans la vallée du Lot
- Résurgences du système hydrogéologique du causse de Gramat
- Exsurgences de La Finou et de Saint-Georges, sortie des eaux du gouffre de Padirac

### Haute-Marne
- Source de la Marne, en bordure du plateau de Langres, à Balesmes-sur-Marne
- Fontaine de Laneuville, à Bayard-sur-Marne[8]
- Fontaine Saint-Martin (ou du Pas Saint-Martin, ou résurgence de Chamouilley, ou siphon d'Ancerville), à Chamouilley[9]
- Résurgence de la Meuse, au Châtelet-sur-Meuse
- Fontaine-couverte, résurgence du Ru-Dieu, à Coublanc en Apance-Amance[note 1],[10],[11]
- Source du Salon en Apance-Amance, au nord de Culmont
- Creux Jannin, résurgence d'un affluent de la Vingeanne sur le plateau de Langres. Une des plus longues cavités naturelles ennoyées de France (explorée par des plongeurs sur une longueur de 1 720 mètres), à Cusey[12]
- Ruisseau de la Peute Fosse, à Ecot-la-Combe[13]
- Perte de la Rigotte, à Farincourt[14]
- Émergence du lavoir d'Olbospol, à Fronville[15]
- Source des Clefmonts (ou résurgence du Pont de la Grotte), à Marnaval[16]
- Source de la Suize sur le plateau de Langres, à Ormancey
- Source intermittente de la Manoise, dans le cirque du Cul du Cerf, à Orquevaux
- Source de la Dhuit, à Roches-Bettaincourt[17],[18]
- Exsurgence intermittente du Corgebin[note 2], à Semoutiers-Montsaon (Barrois méridional)
- Source Bleue (ou de la Papeterie), à Villiers-sur-Marne[19]

### Meurthe-et-Moselle
- Deuille de Crézilles, résurgence intermittente de l'Aroffe[20], au débit estimé de cinq mille litres par seconde[21]
- Deuille d'Ochey[20]
- Source de la Rochotte, résurgence pérenne de l’Aroffe à Pierre-la-Treiche[20]
- Trou des Glanes, résurgence intermittente de l'Aroffe à Moutrot[20]
- Trou du Chalot (ou Chahalot), à Moutrot[22]

### Meuse
L'inventaire des résurgences meusiennes  fait état de 75 exsurgences (résurgences, sources, etc.) dans le département. Celles pénétrables par l'Homme, qu'elles soient anthropisées ou non, sont :
- Source de Bel-Air à Ancerville
- Fontaine Bouillonnante à Andernay
- Rupt-de-Freiniau, résurgence pérenne du réseau du Rupt-du-Puits, à Beurey-sur-Saulx
- Fontaine de la Bezerne à Cousances-les-Forges
- Source du Lavoir à Couvonges
- Source de Dimbley à Dombras
- Source Mourot (ou Geminel) à Fains-les-Sources
- Geyser de Sichatel à Haironville
- Résurgence du Tunnel à Lavincourt
- La Cuve à Merles-sur-Loison
- Grotte des Échavets à Val-d'Ornain
- Puits du château à Val-d'Ornain
- La Dœuil à Neuville-sur-Ornain
- Vasque du Rupt-du-Puits, résurgence de crue du réseau du Rupt-du-Puits, à Robert-Espagne
- Résurgence de l'Alevinage à Rupt-aux-Nonains
- Résurgence de l'Artouze à Rupt-aux-Nonains
- Résurgence du Captage à Rupt-aux-Nonains
- Résurgence de la Cressonnière à Rupt-aux-Nonains

### Pyrénées-Atlantiques
- Émergences de Bentia et Illamina à Sainte-Engrâce sortie des eaux souterraines du gouffre de la Pierre-Saint-Martin.
- Source de la Bidouze provenant du poljé d'Elsarre (Eltzarreordokia)[24].

### Pyrénées-Orientales
- Font Estramar alimentant l'étang de Leucate au pied des Corbières maritimes sur le territoire de la commune de Salses-le-Château

### Haute-Saône
- Frais-Puits près de Vesoul

- Résurgence du Vannon, affluent de la Petite-Saône, sur le plateau de Champlitte
- Font de Champdamoy à Quincey
- Source de la Jacquenelle, affluent de l'Amance, à Blondefontaine en Apance-Amance (et sa résurgence partielle formant le ruisseau des Vaux)

### Savoie
- Sources du Guiers Vif
- Source du Cernon du réseau de l'Alpe

### Haute-Savoie
- Boubioz, exsurgence sous-lacustre du lac d'Annecy

### Var
- Le Ragas

### Vaucluse
- Fontaine de Vaucluse, source de la Sorgue dans la commune éponyme (plus importante exsurgence de France[6]).
- Source du Groseau, à Malaucène
- Source du Boulon, à Robion

### Vosges
- À Neufchâteau[25] : source de Noncourt, source de la Laiterie, source principale de Bagatelle, dœuilles de Bagatelle, source du ruisseau des Tanneurs, source de la Grande Fontaine, source de la Mazarine, source de l'Abreuvoir, source du ruisseau de l'Abreuvoir, source Saint-Léger, source SNCF
- Source de la Grotte, à Oncourt[26]
- Source du Mouzon, à Serocourt
- Trou du Fond de la Souche, résurgence de crue de l'Aroffe souterraine à Harmonville

### Yonne
- Fosse Dionne à Tonnerre

## Galerie

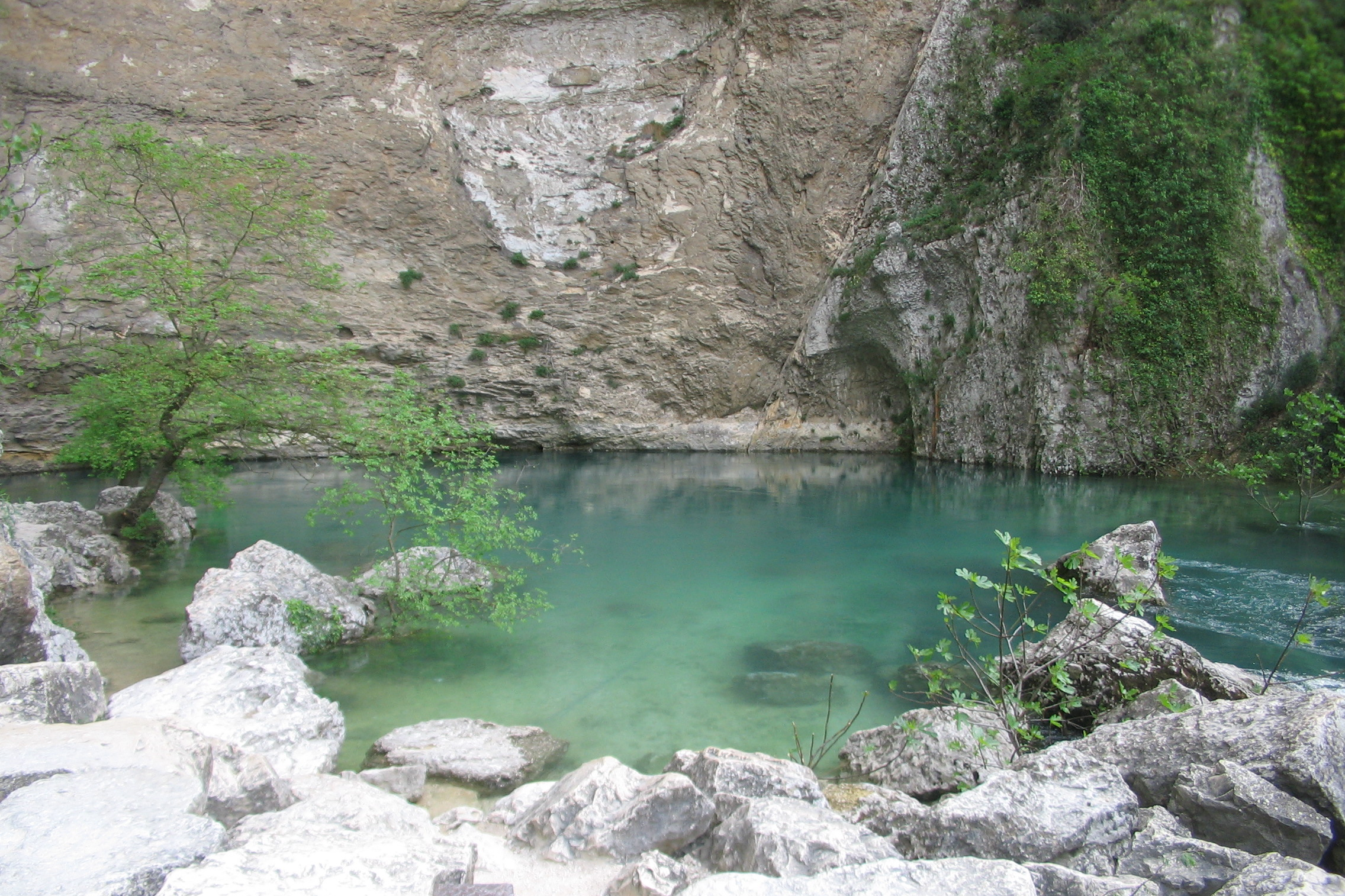
La Fontaine de Vaucluse - Vaucluse.
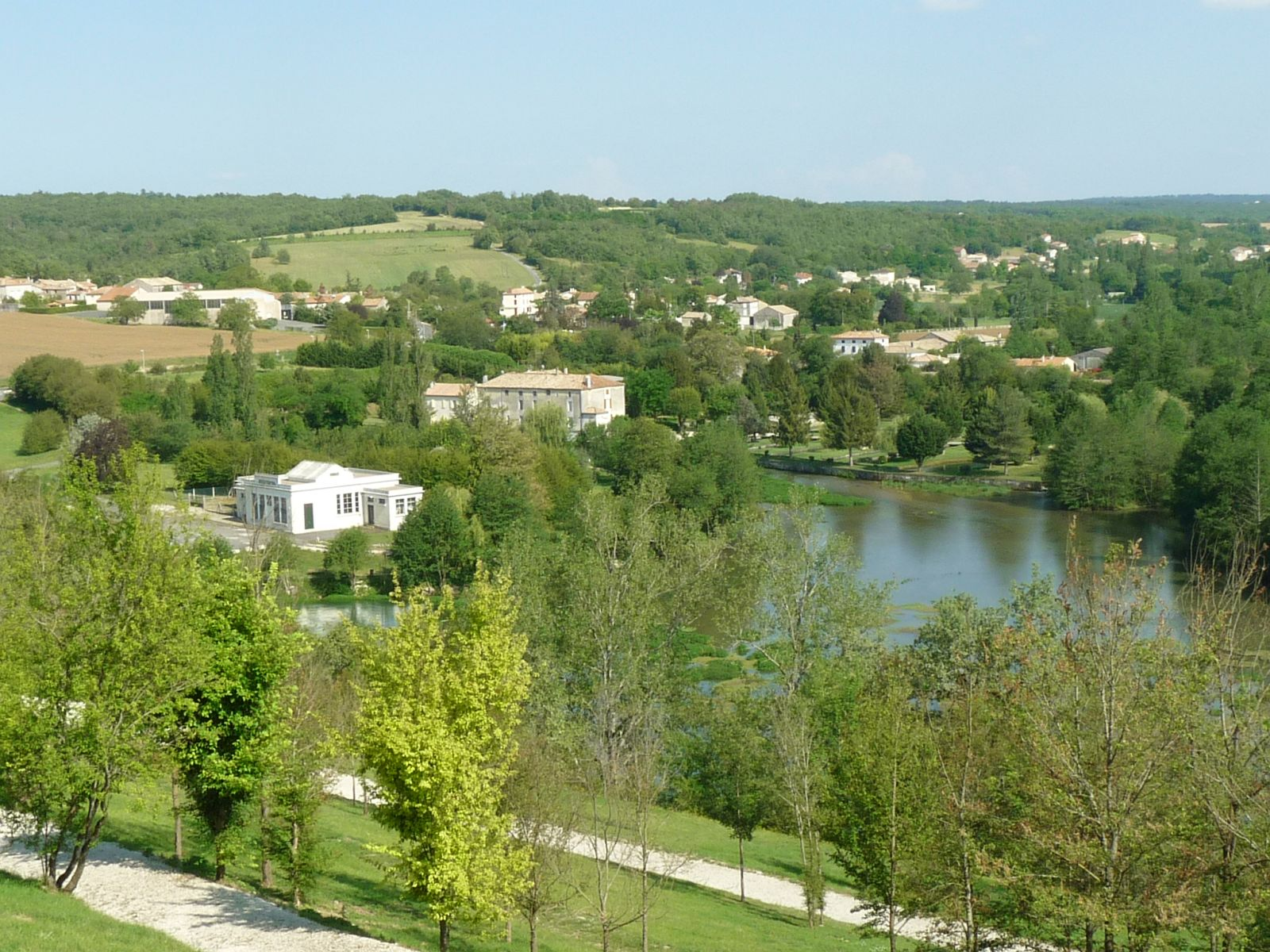
Sources de la Touvre - Charente.
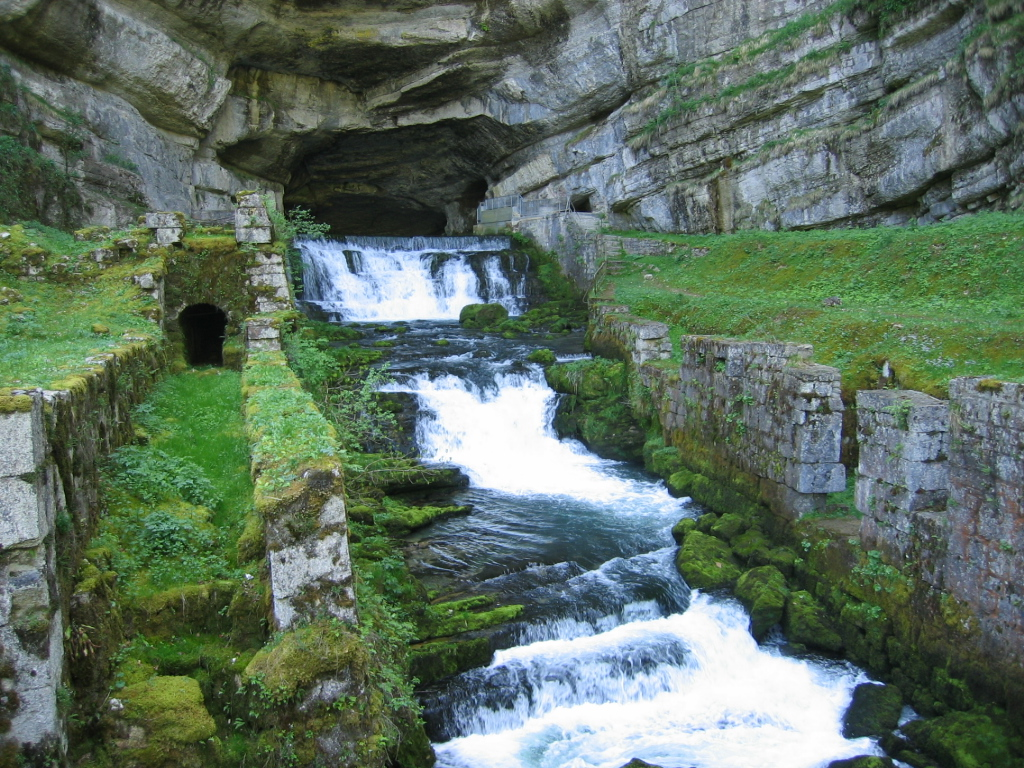
Source de la Loue - Doubs.
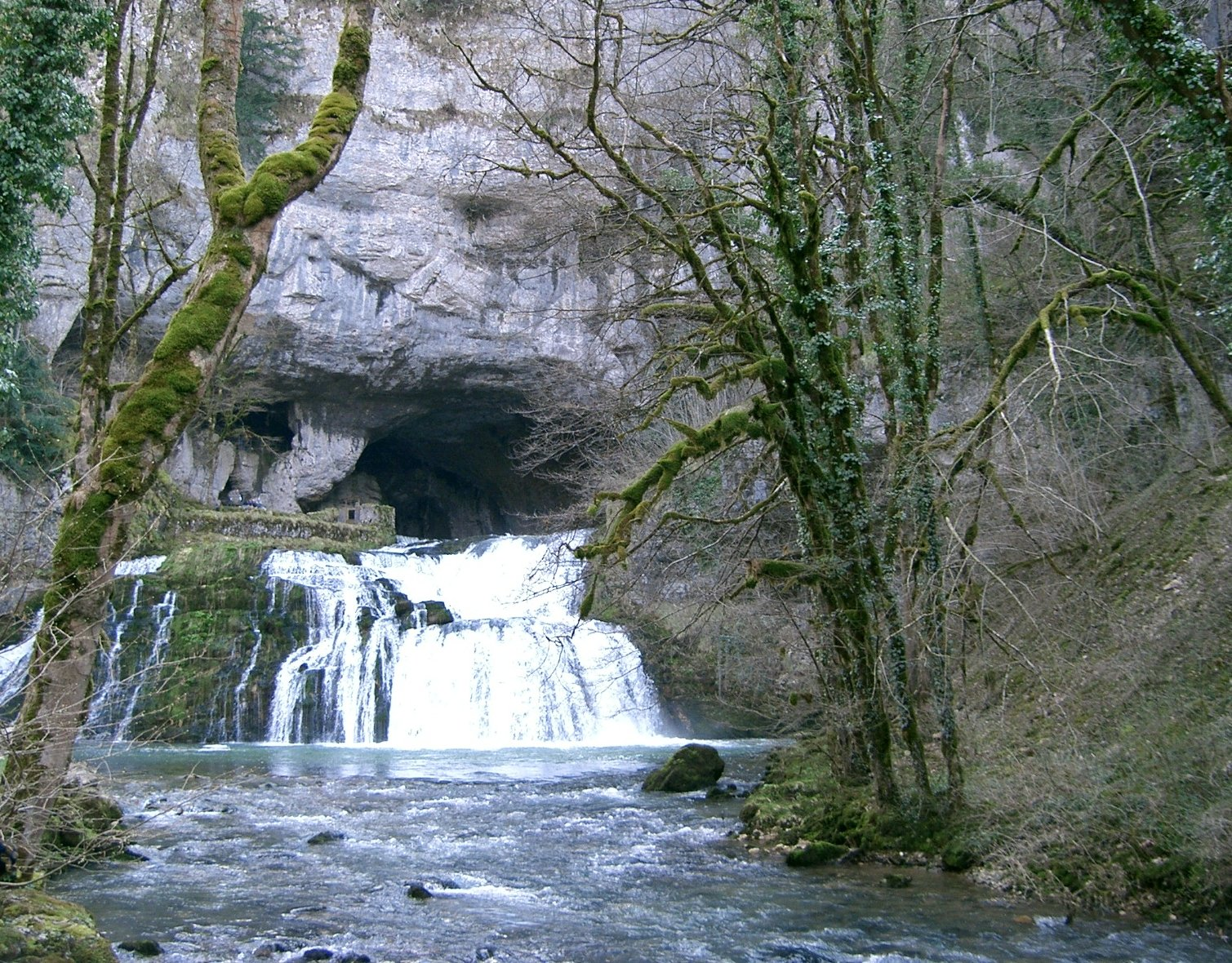
Source du Lison - Doubs.
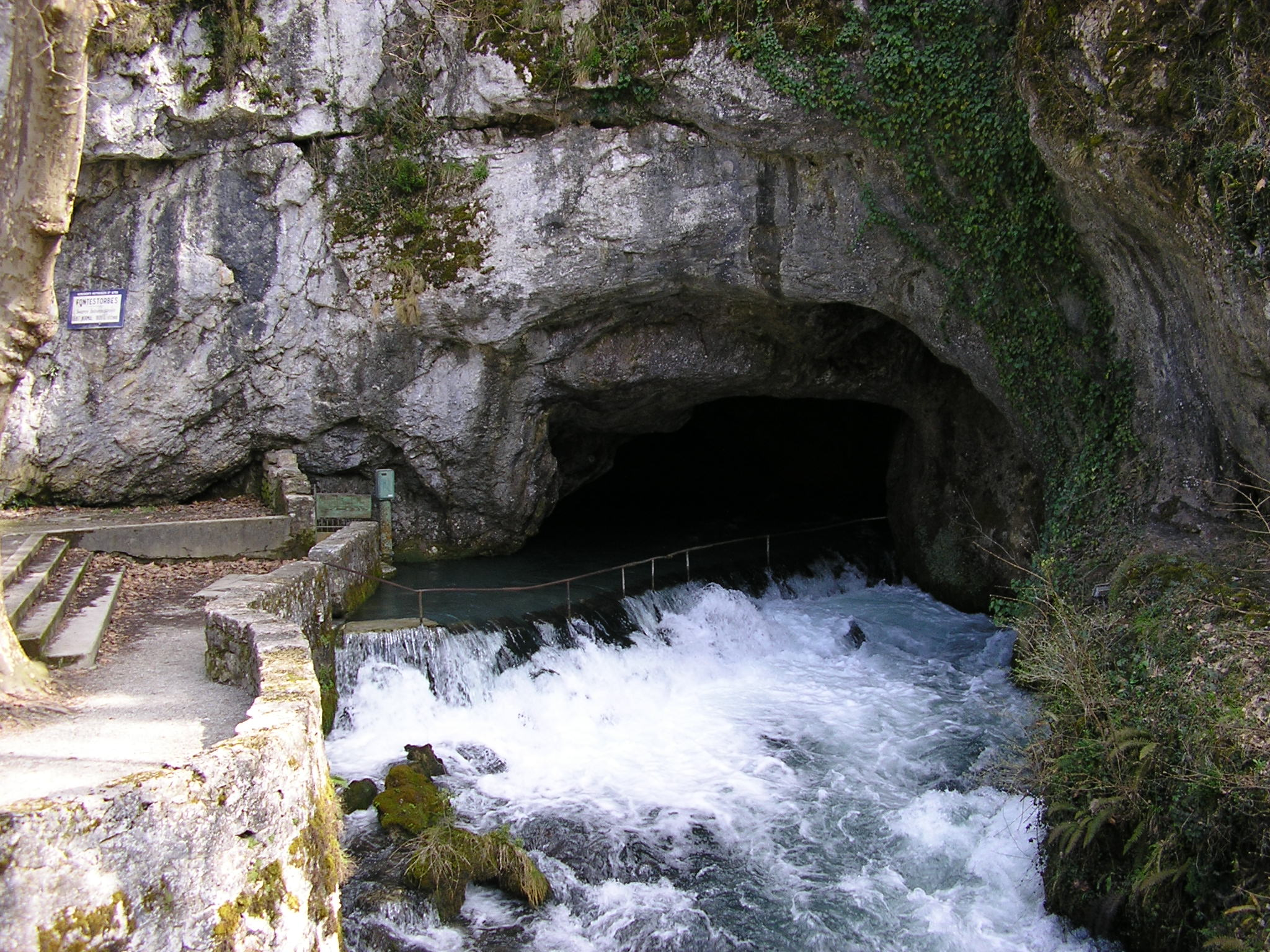
Fontaine intermittente de Fontestorbes - Ariège.